# Frédéric Albert Constantin Weber
Frédéric Albert Constantin Weber (* 17. Mai 1830 in Wolfisheim; † 27. Juli 1903 in Paris) war ein französischer Arzt und Botaniker. Sein offizielles botanisches Autorenkürzel lautet „F.A.C.Weber“.  

## Leben und Wirken
Weber erhielt seinen Doktortitel in Medizin an der Universität Straßburg 1852 mit seiner Arbeit über Gehirnblutungen De l’hémorrhagie des méninges cérébrales. Er nahm als Militärchirurg an einer französischen Militärexpedition nach Mexiko von 1864 bis 1867 teil. Nach seiner Rückkehr beschrieb er eine Vielzahl von Kakteen und Agaven. Der größte Teil seines Werks wurde erst nach seinem Tod veröffentlicht.

## Nach Weber benannte Taxa
Nathaniel Lord Britton und Joseph Nelson Rose benannten ihm zu Ehren die Gattung Weberocereus der Pflanzenfamilie der Kakteengewächse (Cactaceae). Auch die Pflanzengattung Weberiopuntia Frič ex Kreuz. aus derselben Familie ist nach ihm benannt.
Folgende Arten sind ebenfalls nach ihm benannt:
- Agave weberi
- Pachycereus weberi
- Parodia weberiana
- Parodia weberioides
- Pereskia weberiana

## Quelle
- Gordon Douglas Rowley: A History of Succulent Plants. Strawberry Press, Mill Valley CA 1997, ISBN 0-912647-16-0.